# Triticeae
Die Tribus Triticeae gehört zur Familie der Süßgräser (Poaceae). Die etwa 500 Arten in über 27 Gattungen wachsen überwiegend in gemäßigten und warm-gemäßigten Gebieten der Nordhalbkugel. Sie enthält unter anderem wichtige Kulturgräser wie Weizen, Gerste und Roggen.

## Beschreibung

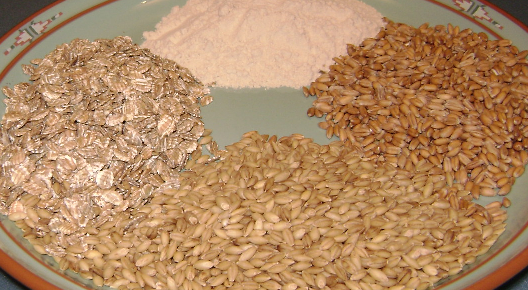
Getreideprodukte aus Arten der Triticeae (im Uhrzeigersinn von oben): Weizenmehl, Dinkel, Gerste, Roggenflocken

### Vegetative Merkmale
Die Arten des Tribus Triticaeae sind einjährige (etwa 100 Arten) bis ausdauernde (etwa 400 Arten) krautige Pflanzen. Je nach Art bilden sie Rhizome oder nicht. Sie wachsen horst- oder rasenförmig.
Die wechselständig an den Halmen angeordneten Laubblätter sind in Blattscheide und Blattspreite gegliedert. Die Blattscheiden sind bis zur Basis offen, selten geschlossen. Die Blatthäutchen (Ligulae) sind blattartig oder als Membran ausgebildet. Die einfachen Blattspreiten sind lang lanzettlich, flach oder gerollt.

### Generative Merkmale
Die einzeln endständigen Blütenstände sind zweizeilige, im Umriss linealische bis eiförmige Ähren. Die Ährenachsen sind abgeflacht. Die in der Regel sitzenden und abgeflachten Ährchen entspringen einzeln oder in Gruppen zu zweit bis dritt an einem Knoten, selten sind es mehr. Sie sind ein- bis mehrblütig. Die endständige Blüte ist meist schmaler oder steril. Die Hüllspelzen sind meist häutig oder ledrig ausgebildet und zuweilen begrannt oder völlig reduziert. Die Deckspelzen sind fünf- bis elfnervig. Die Vorspelzen tragen zwei Kiele. Die Blütchen verfügen über zwei freie Schwellkörperchen (Lodiculae). Es sind drei Staubblätter und zwei Narben vorhanden. Die Fruchtknoten sind an der Spitze meist behaart.
Die Karyopse ist elliptisch oder eiförmig.

### Chromosomen
Die Chromosomen sind relativ groß. Die Chromosomengrundzahl beträgt x = 7.

## Systematik und Verbreitung

### Taxonomie
Die Tribus Triticeae wurde 1824 durch Barthélemy Charles Joseph Dumortier in Observations sur les Graminees de la Flore Belgique, 82 aufgestellt. Typusgattung ist Triticum L. Synonyme für Tribus Triticeae Dumort. sind: Aegilopineae Orb., Hordeeae Kunth ex Spenn., Frumenteae Krause nom. illeg., Secaleinae Rchb..

### Innere Systematik
Die Tribus Triticeae ist in zwei Subtribus gegliedert und enthält etwa 27 Gattungen (Stand 2015):
- Subtribus Hordeinae Dumort. (Syn.: Elyminae Benth., Agropyrinae Nevski, Clinelyminae Nevski nom. illeg., Roegneriinae Nevski, Henrardiinae C.E.Hubb.): Sie enthält etwa 21 Gattungen:[3]
  - Kammquecken (Agropyron Gaertner,[3] Syn.: Costia Willk.): Die etwa zwölf Arten sind hauptsächlich in Eurasien und Nordafrika verbreitet[4][6], darunter:
    - Kammquecke (Agropyron cristatum (L.) Gaertn.)
    - Wüsten-Kammquecke (Agropyron desertorum (Fisch. ex Link) Schult.): Sie kommt ursprünglich von der Krim bis Pakistan und Sibirien vor.[7] In Norditalien kommt sie eingebürgert vor.[8]

  - Anthosachne Steud.:[3] Die etwa neun Arten kommen von Neuguinea bis Australasien vor. Sie wurde früher zu Elymus gestellt.[6]
  - Australopyrum (Tzvelev) Á.Löve:[3] Die etwa fünf Arten kommen in Neuguinea, im östlichen bis südöstlichen Australien sowie in Neuseeland vor.[6]
  - Connorochloa Barkworth et al.:[3] Sie wurde 2009 aufgestellt und enthält nur eine Art:
    - Connorochloa tenuis (Buchanan) Barkworth, S.W.L.Jacobs & H.Q.Zhang: Sie kommt nur in Neuseeland vor.

  - Crithopsis Jaub. & Spach:[3] Sie enthält nur eine Art:
    - Crithopsis delileana (Schult.) Roshev.: Sie kommt vom südlichen und östlichen Mittelmeerraum bis zum Iran vor.[6]

  - Quecken (Elymus L.,[3] Syn.: Asperella Humb., Braconotia Godr., Campeiostachys Drobow, Clinelymus (Griseb.) Nevski, Cockaynea Zotov, Crithopyrum Steud., Cryptopyrum Heynh., Elytrigia Desv., Goulardia Husn., Gymnostichum Schreb., Hystrix Moench, Peridictyon Seberg et al., Polyantherix Nees, Psammopyrum Á.Löve, Roegneria K.Koch, Semeiostachys Drobow, Sitanion Raf., Sitospelos Adans. nom. superfl., Stenostachys Turcz., Terrellia Lunell nom. superfl., ×Elymotrigia Hyl., ×Elysitanion Bowden, ×Pseudelymus Barkworth & D.R.Dewey, ×Terrelymus B.R.Baum): Der Umfang dieser Gattung wird kontrovers diskutiert. Die 40 bis über 200 Arten sind von den gemäßigten und subtropischen Gebieten der Nordhalbkugel bis Mittel- und Südamerika und außerdem in Neuseeland verbreitet.[6] Die meisten Arten kommen in Asien vor. In China gibt es etwa 88 Arten; 62 davon nur dort.[4]
  - Eremopyrum (Ledeb.) Jaubert & Spach[3] (Syn.: Cremopyrum Schur orth. var.): Die etwa vier Arten kommen vom östlichen Mittelmeerraum bis zum Himalaja, von Rumänien bis zur Mongolei und außerdem in Nordwestafrika vor.[6] In China kommen vier Arten nur in Tibet, in der Inneren Mongolei und in der Provinz Xinjiang vor.[4]
  - Festucopsis (C.E.Hubb.) Melderis[3] Sie enthält nur eine Art:
    - Festucopsis serpentini (C.E.Hubb.) Melderis: Die seit 2011 zwei Unterarten kommen auf der Balkanhalbinsel vor.

  - Henrardia C.E.Hubbard:[3] Die nur zwei Arten sind vom östlichen Mittelmeerraum bis Zentralasien und Pakistan verbreitet.[6]
  - Heteranthelium Hochst. ex Jaub. & Spach:[3] Sie enthält nur eine Art:
    - Heteranthelium piliferum (Banks & Soland.) Hochst.: Sie kommt von der Türkei bis Zentralasien und Pakistan vor.[6]

  - Hordelymus (Jess.) Jess. ex Harz[3] (Syn.: Cuviera Koeler, Leptothrix (Dumort.) Dumort., Medusather (Griseb.) P.Candargy): Sie enthält nur eine Art:
    - Waldgerste (Hordelymus europaeus (L.) Jess. ex Harz): Sie kommt von Europa bis zum Kaukasusraum und in Nordafrika vor.[6]

  - Gerste (Hordeum L., Syn.: Critesion Raf., Critho E.Mey., Zeocriton Wolf):[3] Die 30 bis 40 Arten sind in den gemäßigten Gebieten Eurasiens, in Makaronesien, in Nordafrika und im südlichen Afrika, von Nordamerika bis Guatemala, auf den Bermudas und von Peru bis ins südliche Südamerika verbreitet.[6][4]
  - Kengyilia C.Yen & J.L.Yang:[3] Die etwa 27 Arten sind von der östlichen Türkei bis ins südwestliche Sibirien und Zentralasien bis ins zentrale China verbreitet. In China gibt es 24 Arten; 21 davon nur dort.[4] Diese Arten wurden bisher meist zu Elymus oder Elytrigia gestellt.[6]
  - Strandroggen (Leymus Hochstetter, Syn.: Aneurolepidium Nevski, Eremium Seberg & Linde-Laursen, Macrohystrix (Tzvelev) Tzvelev & Prob., Malacurus Nevski, Microhystrix (Tzvelev) Tzvelev & Prob.):[3] Die etwa 55 Arten sind von den subarktischen und den gemäßigten Gebieten der Nordhalbkugel bis Mexiko und außerdem im südlichen Südamerika verbreitet.[6] In China gibt es 24 Arten, 11 davon nur dort.[4]
  - Pascopyrum Á.Löve:[3] Sie enthält nur eine Art:
    - Pascopyrum smithii (Rydb.) Á.Löve: Sie ist von Nordamerika bis zum nordöstlichen Mexiko weitverbreitet.

  - Peridictyon Seberg:[3] Sie wurde 1991 aufgestellt und enthält nur eine Art:[6]
    - Peridictyon sanctum (Janka) Seberg: Sie kommt nur vom südwestlichen Bulgarien bis nördlichen Griechenland vor.[6]

  - Psathyrostachys Nevski ex Komarov: Die etwa zehn Arten gedeihen in Steppen und Halbwüsten Eurasiens. Sie kommen vom westlichen Russland bis Sibirien und dem nördlichen China und von der Türkei bis Zentralasien und Pakistan vor.[6] In China gibt es fünf Arten, zwei davon nur dort.[4]
  - Pseudoroegneria (Nevski) Á.Löve:[3] Die etwa 15 Arten sind von Südosteuropa bis zu den gemäßigten Zonen Asiens und von Alaska bis zu den USA verbreitet.[6][4] Sie wurden bisher meist zu Elymus oder zu Elytrigia gestellt.[6]
  - Roggen (Secale L.):[3] Die etwa neun Arten kommen im östlichen Mitteleuropa, in Osteuropa, vom Mittelmeergebiet bis zum nordwestlichen China und dem westlichen Himalaja und im südlichen Afrika vor.[6]
  - Stenostachys Turcz.:[3] Die etwa vier Arten kommen nur in Neuseeland vor.[6]
  - Taeniatherum Nevski:[3] Sie enthält nur eine Art:
    - Taeniatherum caput-medusae (L.) Nevski: Sie kommt von südlichen Mitteleuropa, von Ost- und Südeuropa über den Mittelmeerraum sowie den Kaukasusraum bis Afghanistan und Pakistan vor.[6]
- Subtribus Triticinae Fr. (Syn.: Aegilopinae Nevski): Sie enthält etwa fünf Gattungen:[3]
  - Aegilops L. nom. cons.[3] (Syn.: Amblyopyrum Eig, Aegilemma Á.Löve, Aegilonearum Á.Löve, Aegilopodes Á.Löve, Chennapyrum Á.Löve, Comopyrum (Jaub. & Spach) Á.Löve, Cylindropyrum (Jaub. & Spach) Á.Löve, Gastropyrum (Jaub. & Spach) Á.Löve, Kiharapyrum Á.Löve, Orrhopygium Á.Löve, Patropyrum Á.Löve, Perlaria Heist. ex Fabr., Sitopsis (Jaub. & Spach) Á.Löve): Die etwa 23 Arten kommen hauptsächlich im Mittelmeerraum und in Makaronesien, einige Arten kommen bis Nordafrika oder von Südosteuropa bis zum Himalaja, Zentralasien oder China vor.[4][6]
  - Amblyopyrum Eig:[3] Sie enthält nur eine Art:
    - Amblyopyrum muticum (Boiss.) Eig: Sie kommt von der Türkei bis Transkaukasien vor.

  - Dasypyrum (Coss. & Durieu) T.Durand[3] (Syn.: Haynaldia Schur nom. illeg., Pseudosecale (Godr.) Degen): Die etwa zwei Arten kommen vom Mittelmeerraum bis Zentralasien vor.[6]
  - Thinopyrum Á.Löve:[3] Die etwa elf Arten sind von Europa bis Zentralasien, von Makaronesien bis Pakistan und im südlichen Afrika verbreitet. Sie wurden bisher meist zu Agropyron oder zu Elymus gestellt.[6]
  - Weizen (Triticum L.,[3] Syn.: Crithodium Link, Deina Alef., Frumentum E.H.L.Krause, Gigachilon Seidl, Nivieria Ser., Spelta Wolf, Zeia Lunell): Die etwa fünf Arten kommen vom Mittelmeerraum bis Zentralasien und dem nordwestlichen Indien und außerdem in Äthiopien vor.[6] Als Kulturpflanze kommen die Arten in den gemäßigten Gebieten und tropischen Bergregionen weltweit vor.[9]

## Weiterführende Literatur
- Víctor Lucía, Kesara Anamthawat-Jónsson, M. Montserrat Martínez-Ortega, Enrique Rico: Refining and defining the genus Psammopyrum (Triticeae, Poaceae): taxonomic evaluation of Ps. fontqueri with implications for the validity of the genus. In: Plant Systematics and Evolution, Volume 306, 2, 2020. doi:10.1007/s00606-020-01664-w
- Ning Chen, Wen-Jie Chen, Hao Yan, Yi Wang, Hou-Yang Kang, Hai-Qin Zhang, Yong-Hong Zhou, Gen-Lou Sun, Li-Na Sha, Xing Fan: Evolutionary patterns of plastome uncover diploid-polyploid maternal relationships in Triticeae. In: Molecular Phylogenetics and Evolution, Volume 149, 2020. doi:10.1016/j.ympev.2020.106838
- Zhipeng Liu: Distribution and Germplasm Phenotypic Diversity of Sheepgrass (Leymus chinensis), Sheepgrass (Leymus chinensis): An Environmentally Friendly Native Grass for Animals, 2019, S. 53–64. doi:10.1007/978-981-13-8633-6
- Siwen Wang, Changyou Wang, Yanzhen Wang, Yajuan Wang, Chunhuan Chen, Wanquan Ji: Molecular cytogenetic identification of two wheat–Thinopyrum ponticum substitution lines conferring stripe rust resistance. In: Molecular Breeding, Volume 39, 11, 2019. doi:10.1007/s11032-019-1053-9
- Ladislava Paštová, Alexander Belyayev, Václav Mahelka: Molecular cytogenetic characterisation of Elytrigia ×mucronata, a natural hybrid of E. intermedia and E. repens (Triticeae, Poaceae). In: BMC Plant Biology, Volume 19, 1, 2019. doi:10.1186/s12870-019-1806-y
- Víctor Lucía, Enrique Rico, Kesara Anamthawat-Jónsson, M Montserrat Martínez-Ortega: Cytogenetic evidence for a new genus of Triticeae (Poaceae) endemic to the Iberian Peninsula: description and comparison with related genera. In: Botanical Journal of the Linnean Society, 2019. doi:10.1093/botlinnean/boz068
- Ekaterina D. Badaeva, Sergei A. Surzhikov, Alexander V. Agafonov: Molecular-cytogenetic analysis of diploid wheatgrass Thinopyrum bessarabicum (Savul. and Rayss) A. Löve. In: Comparative Cytogenetics, Volume 13, 4, 2019, S. 389–402. doi:10.3897/CompCytogen.v13i4.36879
- Mikhail G. Divashuk, Gennady I. Karlov, Pavel Yu. Kroupin: Copy Number Variation of Transposable Elements in Thinopyrum intermedium and Its Diploid Relative Species. In: Plants, Volume 9, 1, 2019. doi:10.3390/plants9010015
- Víctor Lucía, M. Montserrat Martínez‐Ortega, Enrique Rico, Kesara Anamthawat‐Jónsson: Discovery of the genus Pseudoroegneria (Triticeae, Poaceae) in the Western Mediterranean on exploring the generic boundaries of Elymus. In: Journal of Systematics and Evolution, Volume 57, 1, 2018, S. 23–41. doi:10.1111/jse.12426
- Xinkun Hu, Shoufen Dai, Zhongping Song, Dongyang Xu, Zhaojin Wen, Yuming Wei, Dengcai Liu, Youliang Zheng, Zehong Yan: Analysis of novel high-molecular-weight prolamins from Leymus multicaulis (Kar. et Kir.) Tzvelev and L. chinensis (Trin. ex Bunge) Tzvelev. In: Genetica, Volume 146, 3, 2018, S. 255–264. doi:10.1007/s10709-018-0025-z
- Li-Na Sha, Xing Fan, Jun Li, Jin-Qiu Liao, Jian Zeng, Yi Wang, Hou-Yang Kang, Hai-Qin Zhang, You-Liang Zheng, Yong-Hong Zhou: Contrasting evolutionary patterns of multiple loci uncover new aspects in the genome origin and evolutionary history of Leymus (Triticeae; Poaceae). In: Molecular Phylogenetics and Evolution, Volume 114, 2017, S. 175–188. doi:10.1016/j.ympev.2017.05.015
- J. Piaskowski, Kevin Murphy, Theodore Kisha, Stephen Jones: Perennial wheat lines have highly admixed population structure and elevated rates of outcrossing. In: Euphytica, Volume 213, 8, (2017). doi:10.1007/s10681-017-1961-x
- Cairong Yang, Haiqin Zhang, Weihuan Chen, Houyang Kang, Yi Wang, Lina Sha, Xing Fan, Jian Zeng, Yonghong Zhou: Genomic constitution and intergenomic translocations in the Elymus dahuricus complex revealed by multicolor GISH. In: Genome, Volume 60, 6, 2017, S. 510–517. doi:10.1139/gen-2016-0199
- Richard R.-C. Wang, Kevin B. Jensen: Roegneria alashanica Keng: a species with the StStSt Y St Y genome constitution. In: Genome, Volume 60, 6, 2017, S. 546–551. doi:10.1139/gen-2016-0216
- Ruijuan Liu, Richard R.-C. Wang, Feng Yu, Xingwang Lu, Quanwen Dou: Characterization of genome in tetraploid StY species of Elymus (Triticeae: Poaceae) using sequential FISH and GISH. In: Genome, Volume 60, 8, 2017, S. 679–685. doi:10.1139/gen-2017-0046
- Gabriella Linc, Eszter Gaál, István Molnár, Diana Icsó, Ekaterina Badaeva, Márta Molnár-Láng: Molecular cytogenetic (FISH) and genome analysis of diploid wheatgrasses and their phylogenetic relationship. In: PLOS ONE, Volume 12, 3, 2017, (e0173623). doi:10.1371/journal.pone.0173623
- Awards of JSE Outstanding Papers (2014 and 2015). In: Journal of Systematics and Evolution, Volume 54, 3, 2016, S. 189–190. doi:10.1111/jse.12209
- Jun Guo, Xiaocheng Yu, Huayan Yin, Guojuan Liu, Anfei Li, Hongwei Wang, Lingrang Kong: Phylogenetic relationships of Thinopyrum and Triticum species revealed by SCoT and CDDP markers. In: Plant Systematics and Evolution, Volume 302, 9, 2016, S. 1301–1309. doi:10.1007/s00606-016-1332-4
- Allopolyploidy and Interspecific Hybridization for Wheat Improvement, Polyploidy and Hybridization for Crop Improvement, 2016, S. 27–53.doi:10.1201/9781315369259
- Laibin Zhao, Shunzong Ning, Jianjun Yu, Ming Hao, Lianquan Zhang, Zhongwei Yuan, Youliang Zheng, Dengcai Liu: Cytological identification of an Aegilops variabilis chromosome carrying stripe rust resistance in wheat. In: Breeding Science, Volume 66, 4, 2016, S. 522–529. doi:10.1270/jsbbs.16011
- Mingqi Li: New evidence for the exploitation of the Triticeae tribe at approximately 4,000 cal. BP in the Gansu-Qinghai area of Northwest China. In: Quaternary International, Volume 426, 2016, S. 97–106. doi:10.1016/j.quaint.2016.04.028
- Mikhail G. Divashuk, Thi Mai L. Khuat, Pavel Yu. Kroupin, Ilya V. Kirov, Dmitry V. Romanov, Anna V. Kiseleva, Ludmila I. Khrustaleva, Dmitry G. Alexeev, Alexandr S. Zelenin, Marina V. Klimushina, Olga V. Razumova, Gennady I. Karlov: Variation in Copy Number of Ty3/Gypsy Centromeric Retrotransposons in the Genomes of Thinopyrum intermedium and Its Diploid Progenitors. In: PLOS ONE, Volume 11, 4, 2016, (e0154241). doi:10.1371/journal.pone.0154241
- Carla Ceoloni, Ljiljana Kuzmanovic, Paola Forte, Maria Elena Virili, Alessandra Bitti: Wheat-Perennial Triticeae Introgressions: Major Achievements and Prospects, Alien Introgression in Wheat., 2015, S. 273–313. doi:10.1007/978-3-319-23494-6
- Robert J. Soreng, Paul M. Peterson, Konstantin Romaschenko, Gerrit Davidse, Fernando O. Zuloaga, Emmet J. Judziewicz, Tarciso S. Filgueiras, Jerrold I. Davis, Osvaldo Morrone: A worldwide phylogenetic classification of the Poaceae (Gramineae). In: Journal of Systematics and Evolution, Volume 53, 2, 2015, S. 117–137. doi:10.1111/jse.12150
- Jun Guo, Xiuli Zhang, Yanlin Hou, Jinjin Cai, Xiaorong Shen, Tingting Zhou, Huihui Xu, Herbert W. Ohm, Hongwei Wang, Anfei Li, Fangpu Han, Honggang Wang, Lingrang Kong: High-density mapping of the major FHB resistance gene Fhb7 derived from Thinopyrum ponticum and its pyramiding with Fhb1 by marker-assisted selection. In: Theoretical and Applied Genetics, Volume 128, 11, 2015, S. 2301–2316. doi:10.1007/s00122-015-2586-x
- Dong Luo, Qiang Zhou, Lichao Ma, Wengang Xie, Yanrong Wang, Xiaowen Hu, Zhipeng Liu: Novel Polymorphic Expressed‐Sequence Tag–Simple‐Sequence Repeat Markers in Campeiostachys nutans for Genetic Diversity Analyses. In: Crop Science, Volume 55, 6, 2015, S. 2712–2718. doi:10.2135/cropsci2015.01.0012

- Karte mit allen verlinkten Seiten:
- OSM |
- WikiMap